# Закон Мёрфи (телесериал)
«Закон Мёрфи» (англ. Murphy's Law) — британский детективный телесериал, рассказывающий об полицейском-ирландце по имени Томми Мёрфи, который часто вынужден работать под прикрытием, выдавая себя за другого.
В 2005 году номинировался на IFTA Award за лучшую главную роль в сериале и лучший драматический сериал, в 2007 году — за лучшую главную и второстепенную, а также лучший драматический сериал, в 2008 — за лучший драматический сериал.

## Список эпизодов

### Первый сезон
| №     | Название      | Перевод            | Синопсис |
| ----- | ------------- | ------------------ | --- |
| 0 (1) | Pilot         | Пилот              | Чтобы раскрыть банду похитителей бриллиантов, Мёрфи (якобы безработного музыканта) внедряют в фирму гробовщиков.                                   |
| 1 (2) | Electric Bill | Электрический Билл | Чтобы найти похищенную девушку, Мёрфи (якобы ирландского террориста) подсаживают в камеру к подозреваемому.                                        |
| 2 (3) | Manic Munday  |                    | Команда Мёрфи под видом частной охранной фирмы по просьбе продюсера чемпиона мира по бильярду берет его под защиту.                                |
| 3 (4) | Reunion       | Воссоединение      | Мёрфи под прикрытием работает в клубе, который держит банда бывших одноклассников. На носу встреча выпускников, а друзей убивают одного за другим. |
| 4 (5) | Kiss and Tell |                    | Чтобы найти женщину, убивающую мужчин в гостиничных номерах, Мёрфи покупают карточку членства в спортивном клубе.                                  |